# Ruimtetelescoop Hubble

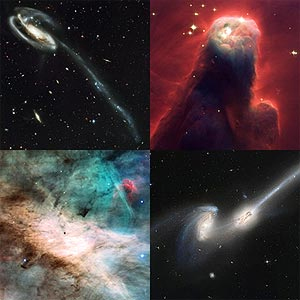
Foto's genomen door de ruimtetelescoop Hubble in valse kleuren weergegeven: vanaf linksboven met de klok mee: het Kikkervisstelsel, de Kegelwolk, twee botsende spiraalvormige sterrenstelsels (NGC 4676) en de geboorte van een ster in de Omeganevel.

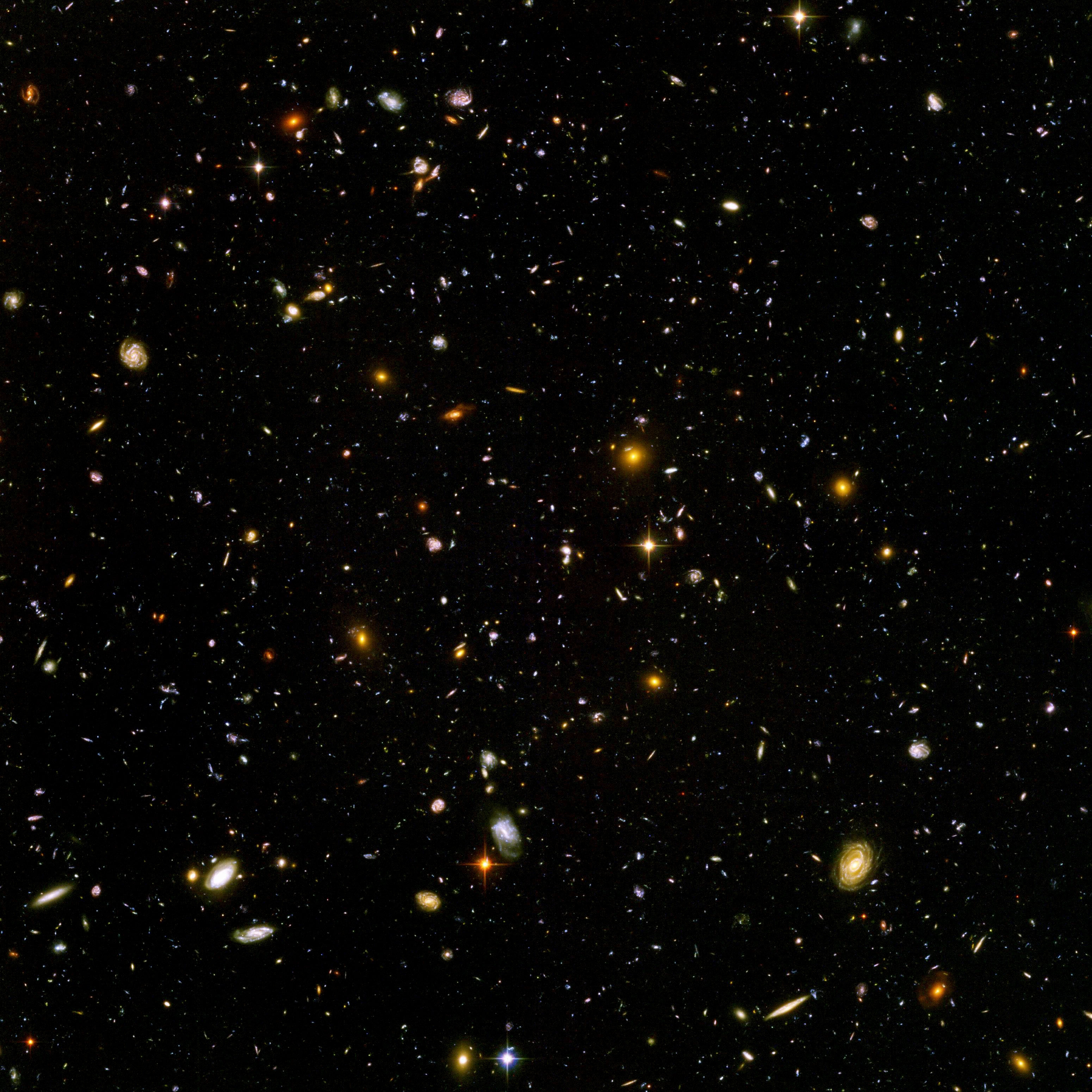
Langdurige waarneming met de Hubble-telescoop waarop vele verre sterrenstelsels te zien zijn: het zogenaamde Hubble Ultra Deep Field. Klik voor hogere resolutie.

De ruimtetelescoop Hubble (Hubble Space Telescope, HST) bestaat uit een aantal precisie-instrumenten voor astronomische waarnemingen. Hij is genoemd naar de Amerikaanse astronoom Edwin Hubble en draait sinds de lancering door NASA en ESA op 24 april 1990 als een kunstmatige satelliet rond de aarde. De Hubble wordt gebruikt voor optische waarnemingen. De telescoop bezit ook een infraroodcamera. Het was de eerste telescoop van het Great Observatories-programma. Voor observaties in het röntgengolflengtegebied wordt nog gebruikgemaakt van het Chandra X-ray Observatory. De andere 2 telescopen functioneren niet meer.
Door het ontbreken van een atmosfeer in de ruimte is een ongekend scherpe afbeelding van verre astronomische objecten mogelijk. Een van de bekendste foto's die door de Hubble genomen zijn is van de Pilaren der Creatie in de Adelaarsnevel (M16). Deze foto is volgens veel astronomen de mooiste foto ooit genomen van een object in het heelal.

## Problemen met de spiegel

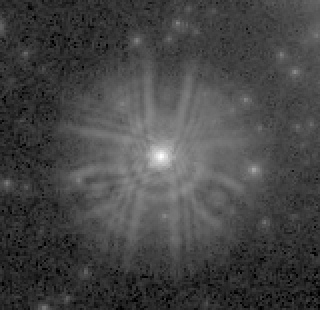
Opname van de Wolf-Rayetster Melnick 34 uit 1990 die de fout in de optica toont.

Binnen weken na de lancering van de telescoop toonden de teruggestuurde beelden dat er een serieus probleem was met het optische systeem. Hoewel de eerste beelden scherper leken te zijn dan beelden vanop de grond, was de telescoop niet in staat goed scherp te stellen en waren de gemaakte beelden minder goed dan was verwacht.
Uit analyse van de onscherpe beelden bleek dat de primaire spiegel de verkeerde vorm had gekregen, hoewel de spiegel zeer precies geslepen is. De afwijking bedroeg slechts 10 nanometer, maar de spiegel was ongeveer 2200 nanometer (2,2 micrometer) te plat aan de randen. Dit verschil veroorzaakte sferische aberratie.
De spiegelfout beïnvloedde niet alle wetenschappelijke waarnemingen evenveel. Heldere objecten waren scherp genoeg en de spectroscopie was grotendeels onovertroffen. Door het verlies aan lichtsterkte door de slechte scherpstelling was de telescoop niet goed bruikbaar voor zwakke lichtbronnen en beelden met een hoog contrast. Dit maakte bijna alle kosmologische programma's onmogelijk, omdat die gebruik moesten maken van het waarnemen van zeer zwakke lichtbronnen. NASA en de telescoop werden hierdoor het onderwerp van vele grappen (zo werd de telescoop bijvoorbeeld voorgesteld naast de Hindenburg en de Titanic).
Een tweede ruimtemissie in december 1993, waarbij door astronauten onder andere een corrigerende spiegel werd aangebracht, verhielp dit euvel. In de jaren hierna zijn nog twee onderhoudsmissies uitgevoerd.

## Verdere geschiedenis
Intussen werden al plannen gemaakt voor de volgende, betere en grotere ruimtetelescoop: de James Webb-ruimtetelescoop. Deze is op 25 december 2021 gelanceerd. Anderzijds stond de ontwikkeling van de aardse telescopen niet stil. Door een groot aantal kleinere telescoopbeelden te combineren, en optische fouten, veroorzaakt door temperatuurverschillen en turbulentie in de atmosfeer, in real time computergestuurd te corrigeren, werd het mogelijk ook vanaf de aarde afbeeldingen te maken die niet meer voor die van de Hubble onderdoen.
Op 16 januari 2004 maakte NASA bekend dat er geen onderhoud meer aan de Hubble zou worden verricht. President George W. Bush had bekendgemaakt dat er voorrang zou worden gegeven aan reizen naar de maan en naar Mars. Naar verwachting had de Hubble hierna nog een nuttige levensduur van een jaar of vijf.
Ton Linssens van de ESA-afdeling die over de Hubble-telescoop gaat stelde echter dat de beslissing om de telescoop niet meer te onderhouden niets te maken heeft met de plannen om naar Mars te reizen. De reden is dat het ruimteveer in de toekomst uitsluitend naar het internationale ruimtestation mag vliegen. Alleen daar kan gecontroleerd worden of de tegeltjes van het hitteschild nog in goede staat zijn om de terugreis te maken. Daar is ook de mogelijkheid aanwezig om eventueel met een Sojoez de terugreis te maken.
Op 31 oktober 2006 maakte NASA echter bekend dat in de tweede helft van 2008 alsnog een vierde onderhoudsmissie naar de Hubble zou worden uitgevoerd. Door het aanbrengen van nieuwe gyroscopen en nikkel-waterstof-accu's zou de levensduur van de telescoop kunnen worden verlengd tot ten minste 2014.Verder zouden nieuwe instrumenten worden geïnstalleerd: een Cosmic Origins Spectrograph en een nieuwe groothoekcamera, WFC3, die de huidige WFPC2 zal vervangen.
In september 2008 deed zich echter nog een technische storing aan de Hubble voor, in de Science Instrument Command and Data Handling (SIC&DH) Unit. Om deze tijdens het groot onderhoud te kunnen verhelpen, bleek extra voorbereiding nodig. Daarom werd deze vierde reparatie-missie (STS-125) uitgesteld tot 2009. De lancering vond op 11 mei 2009 plaats. Dit is waarschijnlijk de laatste onderhoudsbeurt die de telescoop krijgt. Hubble kan nu meer gegevens verwerken dan ooit en met de nieuwe camera die werd geplaatst krijgt men steeds duidelijkere opnamen van sterrenstelsels, exploderende sterren en mysterieuze nevels. Op 19 mei 2009 werd de Hubble door spaceshuttle Atlantis weer in de ruimte geplaatst.
In de jaren daarop begaven drie van de zes gyroscopen het. Op de resterende drie kan de Hubble nog altijd blijven werken. Ook zakte de baan van de Hubble van een hoogte van 600 kilometer na de lancering in 1990 naar een hoogte van 535 kilometer in 2022.
Op 29 september 2022 maakten NASA en SpaceX bekend dat ze de krachten gaan bundelen voor een haalbaarheidsstudie naar een missie om de levensduur van de Hubble met vijftien tot twintig jaar te verlengen door deze met behulp van een Crew Dragon in een stabielere baan te plaatsen. Mogelijk wordt zo’n missie onder het Polarisprogramma uitgevoerd. Zou dit niet worden gedaan dan zou de Hubble halverwege de jaren 2030 terugvallen in de atmosfeer. Ook de mogelijkheid van een onderhoudsmissie gaat worden bestudeerd, maar is vooralsnog geen doel. Het gaat NASA vooral om het verkennen van de mogelijkheden van commerciële partners.
Hoewel SpaceX en Isaacman het plan aandroegen is NASA als overheidsorganisatie niet gemachtigd om ze zomaar te contracteren. Daarom heeft NASA een openbare aanbesteding voor een reboost van de Hubble uitgeschreven.